# Mary Eleanor Wilkins Freeman

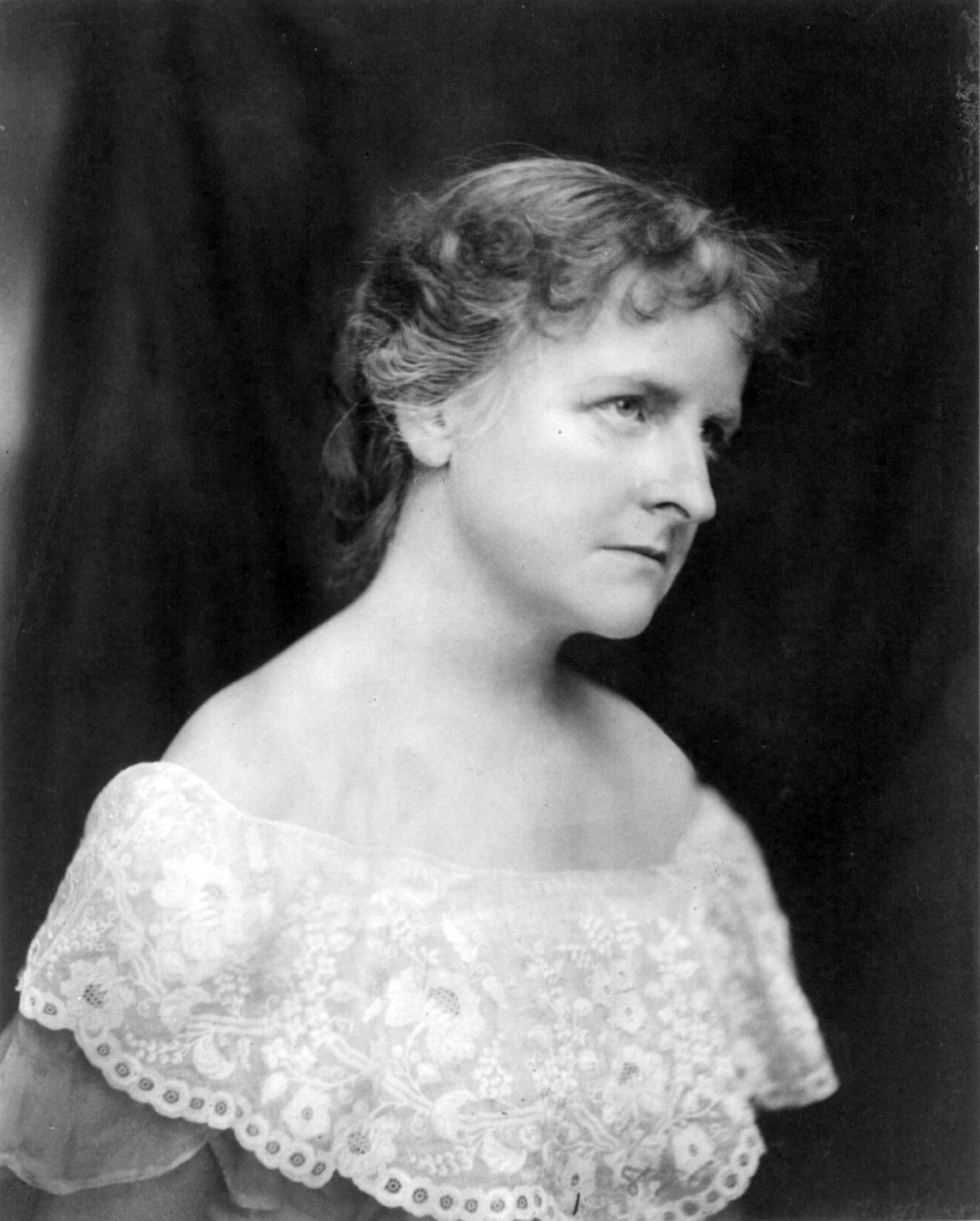
Mary Eleanor Wilkins Freeman (1900)

Mary Eleanor Wilkins Freeman (* 31. Oktober 1852 in Randolph, Massachusetts; † 13. März 1930 in Metuchen, New Jersey) war eine US-amerikanische Schriftstellerin. Für ihr Gesamtwerk wurde sie von der American Academy of Arts and Letters mit der William Dean Howells Medaille ausgezeichnet.

## Frühe Jahre
Mary Wilkins Freeman wurde in Randolph als zweites Kind von Warren und Eleanor Lothrop Wilkins geboren und verbrachte die meiste Zeit ihres Lebens in Massachusetts und Vermont. Sie entstammt einer wohlhabenden Familie, deren Mitglieder orthodoxe Kongregationalisten waren. Die strikte vom Calvinismus geprägte Erziehung hatte später Einfluss auf Wilkins’ Werke. 1867 war ihre Familie aufgrund der Nachwirkungen des Amerikanischen Bürgerkrieges gezwungen umzuziehen. Ihr Vater, eigentlich Zimmermann von Beruf, eröffnete ein Geschäft in Battleboro, Vermont, direkt neben einer Bücherei, in der seine Tochter schon bald ihre Liebe zur Literatur entdeckte.
Nach ihrem High-School-Abschluss besuchte sie von 1870 bis 1871 das Mount Holyoke Female Seminary (heute Mount Holyoke College) und schloss ihre Ausbildung später am West Brattleboro Seminary ab. Um ihre Familie, die weiterhin in finanziellen Nöten war, zu unterstützen, begann Wilkins als Lehrerin an einer Mädchenschule zu arbeiten. Doch diese Arbeit, ebenso wie ihre Versuche als Malerin Geld zu verdienen, blieben erfolglos. Für die calvinistisch geprägte Familie, für die Armut mit Sünde gleichzusetzen war, war der finanzielle Ruin besonders schwer zu verkraften. Mary Eleanor Wilkins zog mit ihren Eltern nach dem Tod ihrer jüngeren Schwester Anna in das Haus einer wohlhabenden Familie, wo ihre Mutter als Dienstmädchen arbeitete und ihr Vater Hausmeistertätigkeiten übernahm. Ihre nicht erwiderte Liebe zu Hanson Tyler, dem Sohn der Familie, sollte später zum Motiv in Wilkins’ Werken werden. Nachdem 1880 ihre Mutter gestorben war, waren Wilkins und ihr Vater gezwungen, die Familie der Holmes’ zu verlassen.

## Karriere als Schriftstellerin
Mit dem Kindergedicht The Beggar King, das 1881 in der Zeitschrift Wide Awake veröffentlicht wurde, begann Wilkins mit dem Schreiben Geld zu verdienen. Es folgten weitere Veröffentlichungen für Kinder, bis 1882 mit The Shadow Family die erste Geschichte für erwachsene Leser erschien. In Harper’s Bazaar erschien die Kurzgeschichte Two Old Lovers, die später auch in Wilkins’ erstem größeren Buch A Humble Romance and Other Stories (1887) veröffentlicht wurde. Neben diesem sind es vor allem A New England Nun (1891) und das 1894 veröffentlichte Pembroke, die zu Wilkins’ Hauptwerken zu zählen sind.
Die geplante Heirat mit dem Arzt Charles Freeman, den sie 1897 kennengelernt hatte, verschob sie mehrfach. Sie wohnte zeitweise bei einer befreundeten Familie und wurde nachts von Alpträumen geplagt. In dieser Zeit entwickelte sie eine Abhängigkeit von Beruhigungsmitteln, die sie nie gänzlich überwinden sollte. Nachdem die Heirat 1902 stattgefunden hatte, zog sie nach Metuchen, New Jersey. Sie schrieb weiter, doch das Zusammenleben mit ihrem alkohol- und drogenkranken Ehemann, den sie später in eine Nervenheilanstalt einlieferte, beeinträchtigte die Qualität ihrer Romane, die nicht an den Erfolg ihrer frühen Kurzgeschichten anknüpfen konnten. Sie ließ sich 1922 scheiden und in seinem Testament sprach Charles Freeman vor seinem Tod 1923 seiner Ex-Frau einen US-Dollar zu.
Obwohl sie zu dieser Zeit keine Werke mehr veröffentlichte, kam Mary E. Wilkins Freeman eine späte Ehrung zu, als sie im April 1926 mit der William-Dean-Howells-Medaille ausgezeichnet wurde. Im November desselben Jahres war sie eine von vier Frauen, die als Mitglied in das National Institute of Arts and Letters aufgenommen wurden.

## Tod und Vermächtnis

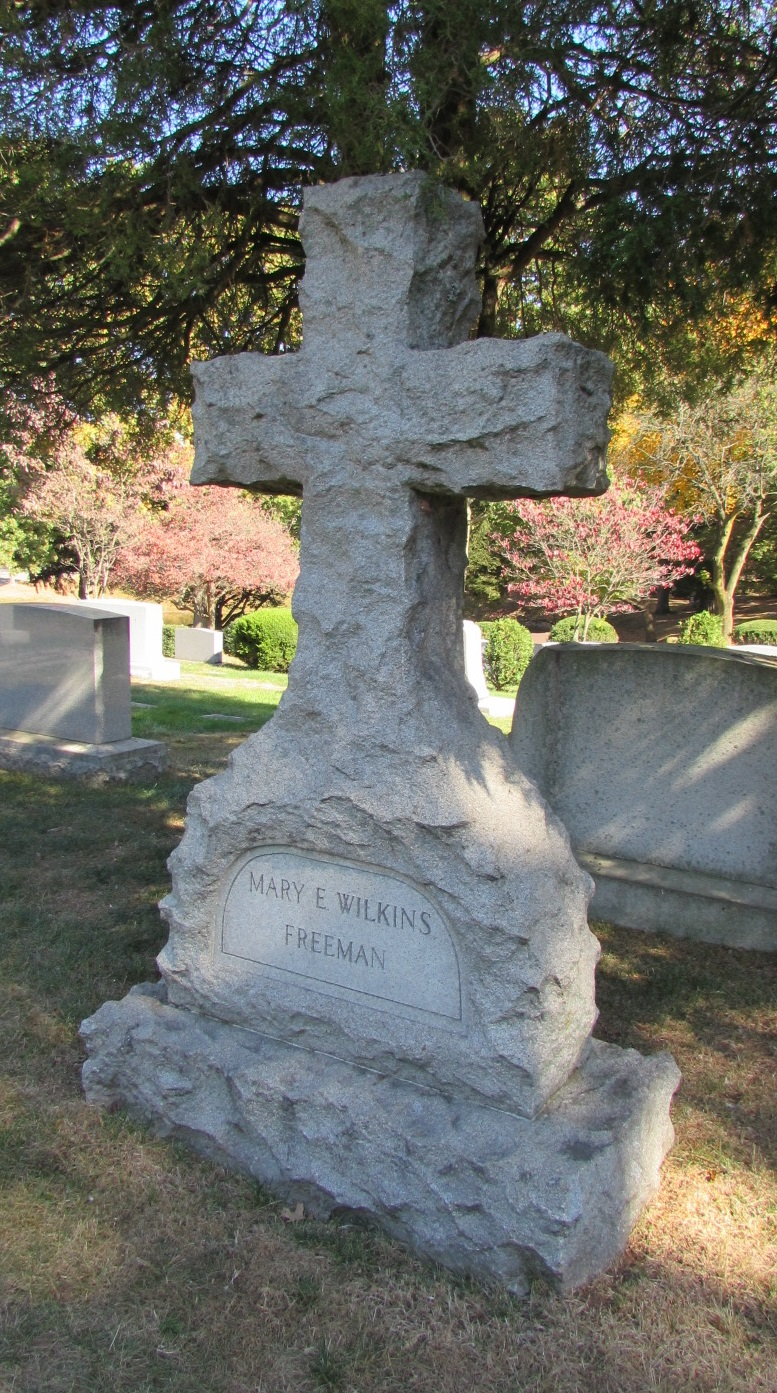
Freemans Grab in Scotch Plains

Mary Eleanor Wilkins Freeman starb am 13. März 1930 in Metuchen, New Jersey, an Herzversagen und wurde auf dem Hillside Cemetery in Scotch Plains beigesetzt.
In ihren Werken sind viele autobiografische Motive zu finden. Sie handeln von religiöser Erziehung, der selbstständigen Frau, die nicht dem Rollenbild ihrer Zeit entsprach, ebenso wie von nicht erwiderter Liebe und der Auswirkung von Herabwürdigung im Zuge von Verarmung. 1974 erschienen zwölf ihrer Geistergeschichten in Collected Ghost Stories bei Arkham House.

## Veröffentlichungen (Auswahl)
- 1887: A Humble Romance and Other Stories
- 1891: A New England Nun, And Other Stories
- 1893: Jane Field
- 1894: Pembroke
- 1899: Evelina's Garden
- 1901: The Portion of Labor
- 1905: The debtor
- 1907: The Fair Lavinia
- 1912: The Butterfly House
- 1918: Edgewater people
- 1974: Collected Ghost Stories